# Vườn quốc gia hang động Naracoorte
Vườn quốc gia Hang động Naracoorte là một vườn quốc gia nằm gần thị trấn Naracoorte, Nam Úc thuộc khu vực du lịch Bờ biển Limestone, đông nam của tiểu bang Nam Úc. Nó được UNESCO công nhận là Di sản thế giới từ năm 1994 cùng với Riversleigh vì số lượng các hóa thạch trên khu vực rộng lớn. Khu vực bảo tồn có diện tích 6,6 km² với thảm thực vật còn sót lại, và 26 hang động nằm trong khu vực Di sản thế giới có diện tích 3,05 km². Trong số 28 hang động được biết đến ở trong vườn quốc gia chỉ có 4 hang động mở cửa cho công chúng tham quan. Các hang động khác được cách ly bởi chúng rất quan trọng đối với nghiên cứu khoa học và cũng để bảo vệ các hang động với những hóa thạch bên trong. Nhiều hang động còn chứa những thạch nhũ và măng đá ngoạn mục.

## Lịch sử
Các hang động nằm trong ranh giới ngày nay là vườn quốc gia lần đầu tiên được phát hiện vào năm 1845 với việc khám phá ra hang Blanche.
Năm 1885, Bộ Gỗ và Rừng Nam Úc đã bổ nhiệm một người trông giữ hang để tránh sự phá hoại. Năm 1916, việc kiểm soát một phần của khu bảo tồn rừng bao gồm nhiều hang động trong khu vực có diện tích khoảng 20 ha đã được chuyển giao sang cho Cục Di trú, Công cộng và Du lịch và nó được quản lý như một khu nghỉ dưỡng quốc gia cho đến năm 1972. Sự phát triển của khu nghỉ dưỡng quốc gia thành một điểm du lịch quan trọng trong khu vực, hỗ trợ rất nhiều bởi sự phát hiện vào năm 1969 tại hang Victoria với những hóa thạch động vật có xương sống Pleistocen lớn nhất từng được biết đến.
Vào ngày 27 tháng 4 năm 1972, nó được đổi tên thành Công viên bảo tồn hang động Naracoorte. Ngày 17 tháng 12 năm 1994, một phần của công viên bảo tồn có diện tích 300 hecta đã được UNESCO công nhận là Di sản thế giới cũng với địa điểm hóa thạch Riversleigh ở Queensland. Ngày 18 tháng 1 năm 2001, công viên bảo tồn hang động Naracoorte đã bị xóa bỏ và vùng đất mà nó chiếm giữ được tái lập thành một vườn quốc gia vì nó được coi là có ý nghĩa quốc gia bởi các đặc điểm tự nhiên với tên gọi mới là Vườn quốc gia Hang động Naracoorte. Ngày 21 tháng 5 năm 2007, nó trở thành một trong 15 địa điểm được công nhận là Di sản Quốc gia Úc. Ngày 17 tháng 5 năm 2017, vườn quốc gia được liệt kê trong Sổ bộ Địa danh Nam Úc với tên gọi Quần thể hang động Naracoorte.